# Скутелас, Пол
Пол Пи́тер Скуте́лас (англ. Paul Peter Skoutelas; род. Питтсбург, Пенсильвания, США) — греко-американский лицензированный профессиональный инженер, президент и CEO Американской ассоциации общественного транспорта (APTA). Член исполнительного консультативного совета по вопросам «умной мобильности» при Министерстве энергетики США и консультативного совета Mobility 21 при Университете Карнеги — Меллона.
Активный деятель греческой диаспоры. Член Ордена святого апостола Андрея, архонт Вселенского Патриархата (2020), а также благотворительного фонда «Leadership 100» Греческой православной архиепископии Америки, оказывающего поддержку организациям Американской архиепископии в продвижении и развитии греческого православия и эллинизма в США. Фонд основан в 1984 году под эгидой архиепископа Иакова.

## Биография
Выпускник Университета штата Пенсильвания (бакалавр и магистр гражданского строительства) и Школы бизнеса имени Джозефа М. Катца Питтсбургского университета (магистр делового администрирования).
В 1991—1997 годах — президент автобусной системы LYNX в Орландо (Флорида).
В 1997—2005 годах — CEO Портового управления округа Аллегейни (PAAC) — второго по величине общественного транзитного агентства в Пенсильвании.
С конца 2005 года — старший вице-президент в машиностроительной консалтинговой компании Parsons Brinckerhoff (сегодня — WSP USA) — одной из крупнейших в мире архитектурных и инженерных фирм.
Член совета директоров (с ноября 2017 года), президент и CEO (с января 2018 года) Американской ассоциации общественного транспорта.
Занимает руководящие должности в многочисленных советах директоров и комитетах транспортных организаций.

## Личная жизнь
Женат.
Активный прихожанин греческого православного собора Святой Софии в Вашингтоне (округ Колумбия).